# Dornier Do H
Dornier Do H Falke là một máy bay tiêm kích một chỗ của Đức, do Claudius Dornier thiết kế và được chế tạo bởi hãng Dornier Flugzeugwerke. Dù là một thiết kế tiên tiến vào thời điểm đó, nhưng nó không được đưa vào chế tạo, nó được đánh giá thử nghiệm bởi Hải quân Hoa Kỳ với tên gọi WP-1.

## Phát triển
Công ty Dornier bắt đầu thiết kế một nguyên mẫu máy bay chiến đấu vào đầu thập niên 1920 dựa trên thiết kế ban đầu trong Chiến tranh thế giới I như Zeppelin-Lindau D.I. Đây là một máy bay một tầng cánh có rầm chìa theo quy ước hoàn toàn bằng kim loại, với cánh trên thân máy bay có 4 thanh chống nhỏ. Nó có một khối đuôi có rầm chìa theo quy ước và một bộ bánh đáp có thanh chống hậu cố định. Phi công có một buồng lái mở. Máy bay trang bị 1 động cơ piston Hispano-Suiza đặt ở mũi. Nguyên mẫu được chế tạo bởi công ty con ở Thụy Sĩ của Dornier để tranh những hạn chế đối với việc sản xuất máy bay quân sự ở Đức. Nó bay lần đầu tiên vào ngày 1 tháng 11-1922 nhưng không được sản xuất. Một phương án máy bay có phao nổi được thử nghiệm vào năm 1923 trnag bị một động cơ V-12 350 hp (261 kW) BMW IVa.
Một chiếc Falke đã được cung cấp cho Hoa Kỳ bởi công ty Wright Aeronautical Company, công ty này đã trang bị cho máy bay động cơ Wright H-3 chế tạo theo giấy phép. Nó được đánh giá bởi Hải quân Mỹ với tên gọi Wright WP-1. Hiệu suất của nó tốt, nhưng hải quân cho rằng máy bay tiêm kích một tầng cánh quá tiên tiến so với những gì họ cần.

## Quốc gia sử dụng
United States
- Hải quân Hoa Kỳ

## Thông số kỹ thuật (Dornier-Wright WP-1)
Dữ liệu lấy từ The Illustrated Encyclopedia of Aircraft (Part Work 1982-1985), 1985, Orbis Publishing, Page 1480

### Đặc điểm riêng
- Phi đoàn: 1
- Chiều dài: 7,43 m (24 ft 4⅓ in)
- Sải cánh: 10 m (32 ft 9¾ in)
- Chiều cao: 2,66 m (8 ft 8¾ in)
- Diện tích cánh: 20 m² (215,29 ft²)
- Trọng lượng rỗng: 825 kg (1819 lb)
- Trọng lượng cất cánh: 1213 kg (2674 lb)
- Trọng lượng cất cánh tối đa: n/a
- Động cơ: 1 × động cơ piston V-8 Wright H-3, 239 kW (320 hp)

### Hiệu suất bay
- Vận tốc cực đại: 261 km/h (162 mph)
- Tầm bay: 350 km (217 miles)
- Trần bay: n/a
- Vận tốc lên cao: n/a
- Lực nâng của cánh: n/a
- Lực đẩy/trọng lượng: n/a